# Diocèse de Ngong
Le diocèse de Ngong ( Dioecesis Ngongensis) est l'un des cinq diocèses catholiques suffragants de l'archidiocèse de Nairobi au Kenya. Son siège est à Ngong, dans le comté de Kajiado. Le diocèse se trouve au sud du Kenya en direction de la Tanzanie et s'étend sur un territoire de 47 000 km2.

## Adresse postale
P.O. Box 24801, Karen (en), Kenya. 

## Historique
La préfecture apostolique de Ngong est érigée le 29 octobre 1959, par détachement du diocèse de Kisumu et de l'archidiocèse de Nairobi. Elle est confiée aux missionnaires de Mill Hill à l'origine de l'évangélisation de cette région depuis 1895.
Elle est elle-même érigée en diocèse, le 9 décembre 1976, par la bulle Qui divino consilio de Paul VI.
Elle se trouve dans la région de Ngong, territoire ancestral du peuple Massaï.

## Statistiques
Selon l'annuaire pontifical de 2005, le diocèse fin 2004, comprenait 942 395 habitants dont 74 634 baptisés catholiques (7,9% du total); 57 prêtres (dont 30 séculiers et 27 réguliers), soit 1 309 baptisés par prêtre. Il y avait également 41 religieux et 81 religieuses.
Le diocèse dispose de vingt-neuf paroisses. La cathédrale est en construction. La procathédrale, Saint-Joseph-Artisan, se trouve à Karen.
| année | baptisés | population totale | pourcentage | prêtres (total) | prêtres séculiers | prêtres réguliers | catholiques par prêtre | diacres | religieux | religieuses | paroisses |
| ----- | -------- | ----------------- | ----------- | --------------- | ----------------- | ----------------- | ---------------------- | ------- | --------- | ----------- | --------- |
| 1970  | 8 000    | 200 000           | 4,0         | 10              |                   | 10                | 800                    |         | 14        | 24          | 7         |
| 1980  | 29 078   | 305 000           | 9,5         | 26              | 8                 | 18                | 1.118                  |         | 22        | 50          | 12        |
| 1990  | 61 597   | 454 000           | 13,6        | 50              | 13                | 37                | 1.231                  |         | 46        | 120         | 16        |
| 1999  | 82 651   | 600 000           | 13,8        | 45              | 15                | 30                | 1.836                  |         | 31        | 105         | 23        |
| 2000  | 89 120   | 700 000           | 12,7        | 63              | 26                | 37                | 1.414                  |         | 54        | 110         | 26        |
| 2001  | 72 960   | 720 000           | 10,1        | 58              | 25                | 33                | 1.257                  |         | 50        | 72          | 27        |
| 2002  | 66 170   | 759 000           | 8,7         | 60              | 34                | 26                | 1.102                  |         | 42        | 77          | 27        |
| 2003  | 74 634   | 800 000           | 9,3         | 58              | 29                | 29                | 1.286                  |         | 43        | 77          | 28        |
| 2004  | 74 634   | 942 395           | 7,9         | 57              | 30                | 27                | 1.309                  |         | 41        | 81          | 28        |
| 2013  | 100 000  | 1 090 000         | 9,2         | 71              | 43                | 28                | 1.408                  |         | 61        | 146         | 29        |

## Sources
- (en) Le diocèse de Ngong